# تپه دنبه
تپه دنبه مربوط به هزاره ۴ قبل از میلاد است و در شهرستان شازند، بخش زالیان، روستای دنبه واقع شده و این اثر در تاریخ ۱۰ دی ۱۳۸۱ با شمارهٔ ثبت ۶۹۶۳ به‌عنوان یکی از آثار ملی ایران به ثبت رسیده است.